# Chambord (meteorito)
Chambord es un meteorito metálico encontrado en Quebec.

## Historia
Fue descubierto en 1904 por un agricultor a unos 3 kilómetros del pueblo de Chambord, Quebec. La ubicación exacta y el nombre del agricultor son desconocidos. Cuando se encontró el meteorito, llamó la atención del superintendente de Minas de la provincia de Quebec, que luego lo prestó al Servicio Geológico de Canadá para su análisis.

## Clasificación
Es un meteorito metálico, clasificado en el grupo IIIAB.

## Fragmentos
El fragmento recuperado es un bloque de forma irregular de aproximadamente 19 centímetros × 9 centímetros × 15 centímetros. Toda la masa se encuentra en la Colección de Meteoritos Canadiense, en Servicio Geológico de Canadá de Ottawa.